# Alfândega

Símbolo do controle de aduana

Alfândega (do árabe: الفندق, transl.: al-fundaq, "hospedaria", "estalagem") ou aduana (do árabe: الديوان, transl.: ad-dīwān, "registro", "escritório") é uma repartição governamental oficial de controle do movimento de entradas (importações) e saídas (exportações) de mercadorias para o exterior ou dele provenientes, responsável, inclusive, pela cobrança dos tributos pertinentes. Não se deve confundir alfândega ou aduana, responsável pelo controle do tráfego de mercadorias, com a polícia de fronteira, responsável pelo controle do tráfego de pessoas (controle migratório).

## Controle aduaneiro

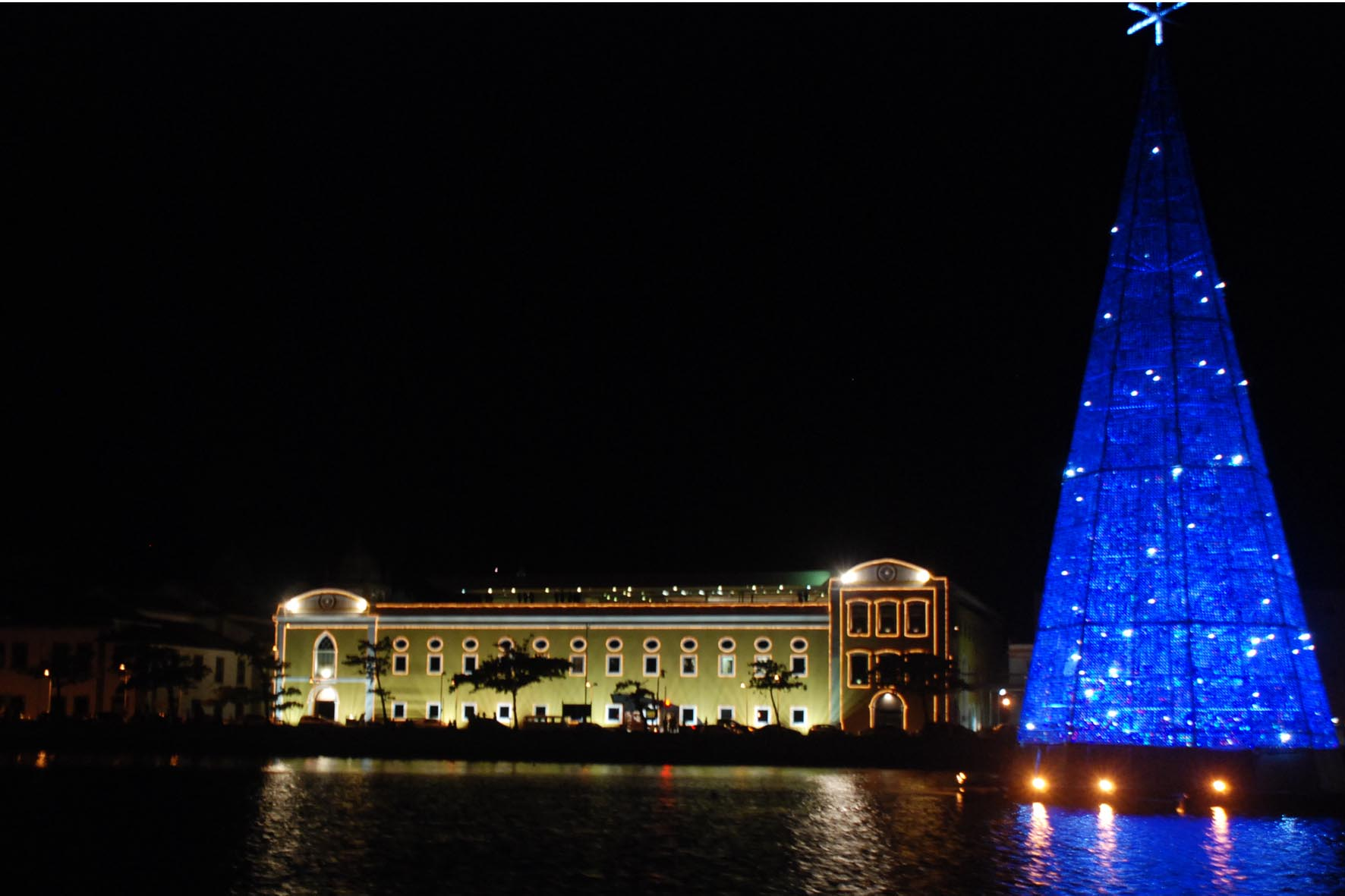
Prédio da antiga Alfândega de Pernambuco no Recife, maior posto alfandegário do Brasil Império.

O controle de alfândega, controle aduaneiro (português brasileiro) ou controlo aduaneiro (português europeu) são as medidas utilizadas por um país para fiscalizar ou regular o tráfego de mercadorias pelas suas fronteiras. O controle de alfândega é responsável pelo movimento de entradas (importações) e saídas (exportações) de mercadorias para o exterior ou dele provenientes, responsável, inclusive, pela cobrança dos tributos e taxas alfandegárias pertinentes.
Geralmente, agências governamentais são criadas para realizar controles de fronteira. Tais agências podem desempenhar várias funções, como alfândega, imigração, segurança, quarentena, além de outras funções. Designações oficiais, jurisdições e estruturas de comando dessas agências variam consideravelmente

## Brasil
No Brasil, o controle aduaneiro está a cargo da Secretaria da Receita Federal do Brasil, órgão vinculado ao Ministério da Economia, e está disciplinado no Regulamento aduaneiro do Brasil.

## Portugal

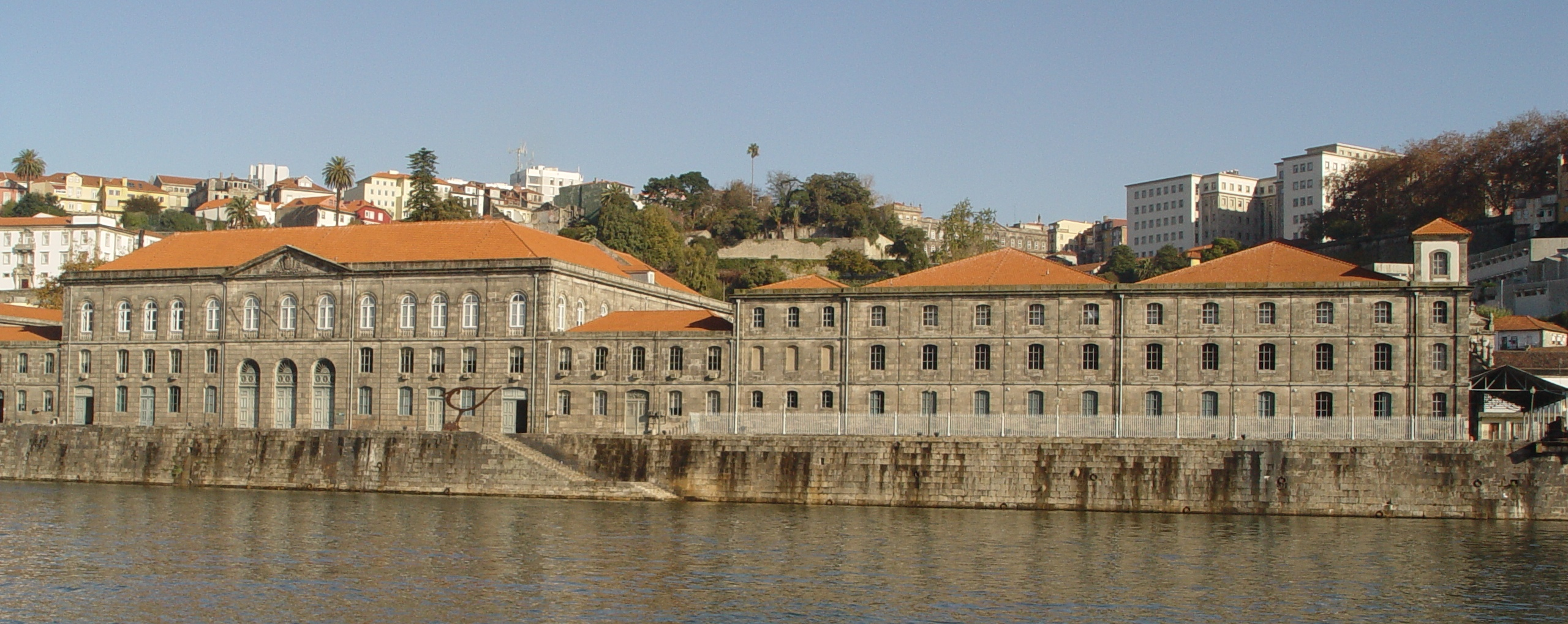
A Alfândega Nova na cidade do Porto.

A história das alfândegas portuguesas remonta à antiguidade, de tal forma que os "portos secos, molhados e vedados", como se diz no articulado da regulamentação aduaneira mais antiga, desenhavam o mapa de Portugal, porventura o mais antigo país da Europa se o considerarmos em termos de configuração de território. E era aí, que a soberania das alfândegas era exercida.
Nos tempos modernos, e com a União Europeia, a missão das alfândegas não reside apenas no controle da fronteira de Portugal, mas antes, no controle da fronteira externa da União Europeia.